# Gekroonde Byenkorf
De Gekroonde Byenkorf is een rijksmonument in Amersfoort in de Nederlandse provincie Utrecht.
De woning met halsgevel staat op de hoek Kamp / Coninckstraat. Het huis heeft op de uiterste hoeken vazen, beeldhouwwerk, guirlandes en jaarlint 1687. De naam is aangebracht in een gevelsteen. De steen stelt een bijenkorf voor, die door twee cherubijntjes wordt gekroond.

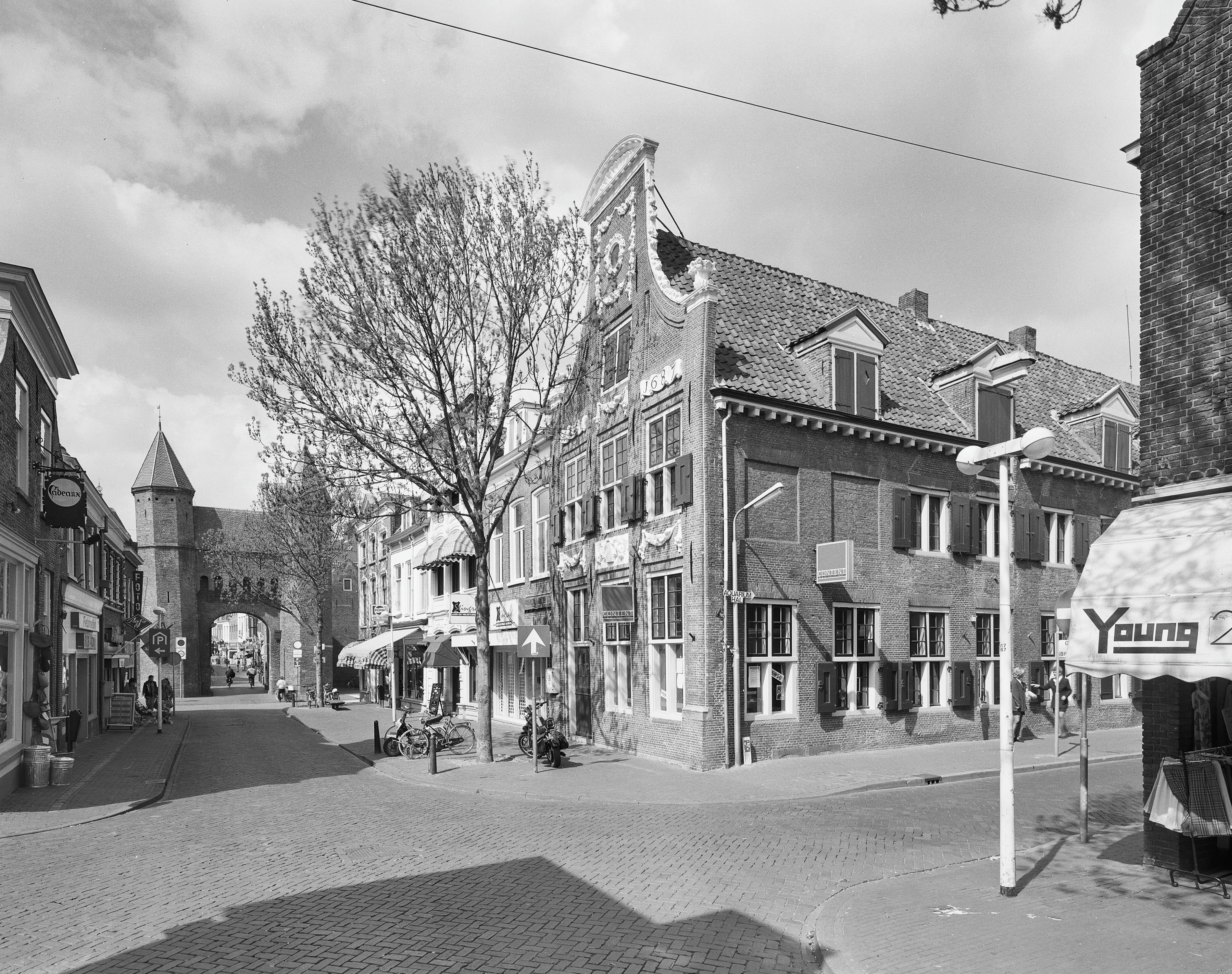

In 1867 verhuisde het oude postkantoor aan de Weversingel naar "De gekroonde Bijenkorf".
Bij het huis hoort het pakhuis op Coninckstraat 2. Dit pakhuis heeft hijsluiken en beneden kruiskozijnen.